# أرخبيل توسكان
أرخبيل تُسكانة أو طسقانة أو (نقحرة: توسكانا) هو سلسلة من الجزر الواقعة بين بحر لِغُرية وبحر طِرانة، غرب تُسكانة في إيطاليا.
جعل قرب الجزر من عدة مدن رئيسية منها موقعًا سياحيًا مفضلًا. أكد التاريخ والأدب أن معظم الناس على دراية بجزر إلبا ومونتكريستو.